# Arcidiocesi di Amburgo

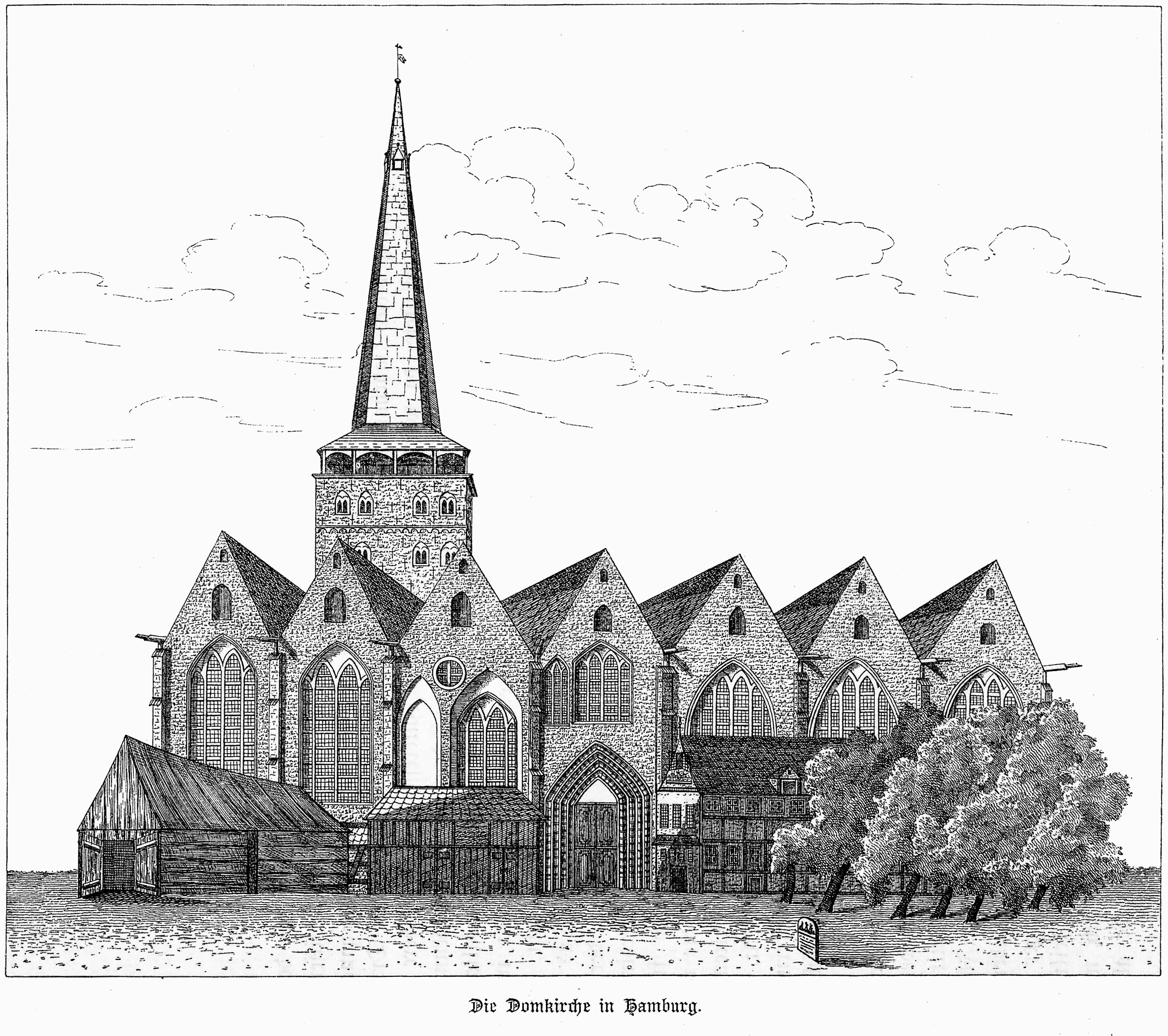
L'antica cattedrale di Amburgo (Alter Mariendom), demolita tra il 1804 e il 1807.

L'arcidiocesi di Amburgo (in latino Archidioecesis Hamburgensis) è una sede metropolitana della Chiesa cattolica in Germania. Nel 2023 contava 402.360 battezzati su 5.928.975 abitanti. È retta dall'arcivescovo Stefan Heße.

## Territorio
Si tratta della più vasta diocesi tedesca e si estende negli stati federati della sua città sede, dello Schleswig-Holstein e nel Meclemburgo-Pomerania Occidentale.
Sede arcivescovile è la città di Amburgo, dove si trova la cattedrale di Santa Maria (Neuer Mariendom).
Il territorio si estende su 32.520 km² ed è suddiviso in 29 parrocchie, raggruppate in 3 decanati.

## Storia
Dal medioevo e fino alla riforma protestante, sorgevano diverse diocesi, il cui territorio era in toto o in parte compreso in quello che è oggi il territorio dell'arcidiocesi di Amburgo: si tratta delle diocesi di Brema, di Lubecca, di Ratzeburg, di Schwerin e di Havelberg.
L'arcidiocesi di Amburgo fu eretta una prima volta nell'831 quando l'imperatore Ludovico il Pio scelse sant'Ansgario come suo primo arcivescovo, con lo speciale incarico di promuovere l'evangelizzazione dei paesi del nord Europa. L'anno successivo papa Gregorio IV nominò Ansgario legato apostolico per i territori del nord e nell'834 riconobbe ufficialmente l'erezione della sede di Amburgo.
Dopo il saccheggio di Amburgo da parte dei Vichinghi nell'845, Ansgario fuggì a Brema. Dopo la morte di Leuderich, vescovo di Brema (845), l'imperatore Ludovico II il Germanico designò Ansgario come suo successore sulla sede bremana. Nel sinodo di Magonza dell'847 fu decretata l'unione delle sedi di Amburgo e di Brema, che ereditò dalla sede amburghese il titolo arcivescovile. Papa Niccolò I confermò l'unione nell'864.
Il doppio nome dell'arcidiocesi, Brema-Amburgo oppure Amburgo-Brema, è documentato fino agli inizi del XIII secolo; a partire dal 1223 scomparve la menzione di Amburgo nella titolatura degli arcivescovi, che da questo momento sono designati unicamente come "arcivescovi di Brema".
Il trasferimento della sede arcivescovile da Amburgo a Brema non pose fine al capitolo dei canonici della cattedrale amburghese, che fu ricostituito dall'arcivescovo Adalbert verso il 1140 e che anzi mantenne il diritto di eleggere l'arcivescovo, in sessione congiunta con quello di Brema, e sopravvisse fino al 1802 diventando, almeno fino al XVI secolo, uno dei principali fulcri del cattolicesimo nella città. 
La Riforma protestante nel XVI secolo pose fine all'arcidiocesi di Brema. Il capitolo della cattedrale sopravvisse, ma, con l'accordo del 1561, rinunciò ad ogni intervento in campo politico ed ecclesiastico della città di Amburgo, ma conservando i diritti sulle sue proprietà e sui suoi beni, andando così a costituire una piccola signoria autonoma all'interno della città libera anseatica.
Nel 1667 fu eretto il vicariato apostolico delle missioni settentrionali con sede a Brema, il cui territorio giunse a comprendere alla fine del XVII secolo una vastissima area, a grande maggioranza protestante, corrispondente a tutta la Germania settentrionale fino alla Slesia, la Danimarca, la Scandinavia. Nel XVIII e XIX secolo il vicariato apostolico cedette diverse porzioni di territorio a vantaggio dell'erezione di nuove circoscrizioni ecclesiastiche cattoliche, oppure a circoscrizioni ecclesiastiche già costituite. Papa Gregorio XVI il 17 settembre 1839 con il breve Ex pastoralis stabilì ad Amburgo la residenza del vicario apostolico. Infine, il 13 agosto 1930 fu soppresso con la bolla Pastoralis officii di papa Pio XI, a vantaggio della diocesi di Osnabrück e dell'arcidiocesi di Paderborn.
Con la riunificazione della Germania la Santa Sede riorganizzò le circoscrizioni ecclesiastiche della parte settentrionale della Germania. Il 24 ottobre 1994, in forza della bolla Omnium Christifidelium di papa Giovanni Paolo II, venne eretta l'arcidiocesi di Amburgo con i territori della soppressa amministrazione apostolica di Schwerin e con territori scorporati dalle diocesi di Hildesheim e di Osnabrück, che contestualmente diventarono suffraganee della medesima sede di Amburgo.

## Cronotassi degli arcivescovi
Si omettono i periodi di sede vacante non superiori ai 2 anni o non storicamente accertati.

### Arcivescovi di Amburgo
- Sant'Ansgario, O.S.B. † (834 - 845 nominato arcivescovo di Brema-Amburgo)
  - Sede unita a Brema (845-1558)
  - Sede soppressa

- Ludwig Averkamp † (24 ottobre 1994 - 16 febbraio 2002 ritirato)
- Werner Thissen † (22 novembre 2002 - 21 marzo 2014 ritirato)
- Stefan Heße, dal 26 gennaio 2015

## Statistiche
L'arcidiocesi nel 2023 su una popolazione di 5.928.975 persone contava 402.360 battezzati, corrispondenti al 6,8% del totale.
| anno | popolazione | popolazione | popolazione | presbiteri | presbiteri | presbiteri | presbiteri                | diaconi | religiosi | religiosi | parrocchie |
| anno | battezzati  | totale      | %           | numero     | secolari   | regolari   | battezzati per presbitero | diaconi | uomini    | donne     | parrocchie |
| ---- | ----------- | ----------- | ----------- | ---------- | ---------- | ---------- | ------------------------- | ------- | --------- | --------- | ---------- |
| 1999 | 408.390     | 4.761.339   | 8,6         | 263        | 217        | 46         | 1.552                     | 42      | 56        | 376       | 143        |
| 2000 | 404.443     | 5.759.039   | 7,0         | 251        | 217        | 34         | 1.611                     | 42      | 44        | 368       | 173        |
| 2001 | ?           | 5.769.315   | ?           | 240        | 197        | 43         | ?                         | 39      | 56        | 368       | 173        |
| 2002 | 404.734     | 5.769.315   | 7,0         | 248        | 208        | 40         | 1.631                     | 48      | 40        | 368       | 166        |
| 2003 | 398.992     | 5.802.124   | 6,9         | 245        | 204        | 41         | 1.628                     | 48      | 41        | 368       | 163        |
| 2004 | 396.527     | 5.806.901   | 6,8         | 238        | 200        | 38         | 1.666                     | 49      | 38        | 368       | 163        |
| 2006 | 392.774     | 5.765.004   | 6,8         | 247        | 209        | 38         | 1.590                     | 55      | 38        | 368       | 121        |
| 2013 | 397.331     | 5.797.975   | 6,9         | 238        | 183        | 55         | 1.669                     | 60      | 62        | 150       | 89         |
| 2016 | 401.955     | 5.732.374   | 7,0         | 219        | 181        | 38         | 1.835                     | 67      | 45        | 188       | 80         |
| 2019 | 398.425     | 5.871.102   | 6,8         | 213        | 177        | 36         | 1.870                     | 74      | 43        | 165       | 56         |
| 2021 | 394.900     | 5.819.164   | 6,8         | 192        | 159        | 33         | 2.056                     | 64      | 41        | 139       | 46         |
| 2023 | 402.360     | 5.928.975   | 6,8         | 195        | 151        | 44         | 2.063                     | 47      | 52        | 126       | 29         |